# Khabibullo Abdussamatov
Habibullo Ismailovich Abdussamatov (em em russo:  Хабибулло Исмаилович Абдусаматов  ; ocasionalmente soletrado, Abdusamatov; com iniciais transliteradas HI ou KI; nascido em 27 de outubro de 1940 em Samarcanda , Uzbeque SSR , União Soviética ) é um astrofísico russo de ascendência uzbeque .  Ele é o supervisor do projeto Astrometria da seção russa da Estação Espacial Internacional e o chefe do laboratório de pesquisa espacial do Observatório Pulkovo de São Petersburgo da Academia Russa de Ciências .  Ele acredita que o aquecimento global é causado principalmente por processos naturais.

## Carreira
Abdussamatov trabalha no Observatório de Pulkovo desde 1964, como pesquisador estagiário, pós-graduado, pesquisador sênior, pesquisador líder e, em seguida, chefe do Laboratório de Pesquisa Espacial.  Ele se tornou chefe do Setor de Pesquisa Espacial do Observatório de Pulkovo e chefe do projeto Selenometria no segmento russo da Estação Espacial Internacional .

## Visualizações e previsões do clima

### Variação solar
Abdussamatov apresentou trabalhos na quarta e nona Conferência Internacional sobre Mudança Climática , eventos patrocinados pelo Instituto Heartland e, de acordo com o organizador, reunindo "co-patrocinadores" e cientistas [...] que contestam a alegação de que a ciência está resolvido ".  Abdussamatov afirma que "o aquecimento global não resulta da emissão de gases do efeito estufa na atmosfera, mas de um nível anormalmente alto de radiação solar e de um longo - quase durante todo o século passado - crescimento em sua intensidade ".  Essa visão contradiz a opinião científica dominante sobre as mudanças climáticas .  Ele afirmou que "os aquecimentos globais paralelos - observados simultaneamente em Marte e na Terra - só podem ser uma conseqüência direta do efeito do mesmo fator: uma mudança de longa data na irradiação solar ".  Esta alegação não foi aceita pela comunidade científica mais ampla.  Alguns outros cientistas afirmaram que "a idéia simplesmente não é apoiada pela teoria ou pelas observações" e que "não faz sentido físico".
Abdussamatov sustenta que a atmosfera da Terra não produz um efeito estufa , afirmando que "atribuir propriedades de efeito de estufa à atmosfera da Terra não é cientificamente comprovada".  Ele afirma ainda que "os gases de efeito estufa aquecidos, que se tornam mais leves como resultado da expansão, ascendem à atmosfera apenas para dissipar o calor absorvido".

### Idade do mini-gelo do século XXI
No início de 2012, Abdussamatov previu o início de uma nova "mini-era do gelo" a partir de 2014 e se tornaria mais grave por volta de 2055.  Sua previsão ganhou força na imprensa após o rigoroso inverno de 2013/2014, apesar do inverno ter sido apenas severo no leste da América do Norte.  Em 2012, Abdussamatov quantificou a tendência de declínio da irradiação solar total (TSI) e prevê uma redução na ETI decrescente baseada no bicentenário.

## Publicações selecionadas
- Abdussamatov, H. I. (2004). «Space solar limbograph». In:  Corbett, Ian F. Multi-Wavelength Investigations of Solar Activity. Proceedings of the International Astronomical Union. 2004. [S.l.]: Cambridge University Press. pp. 605–606. doi:10.1017/S1743921304006969
- Abdussamatov, H. I. (2006). «Space-based solar limbograph». Journal of Optical Technology. 73 (4): 242–244. doi:10.1364/JOT.73.000242
- Abdussamatov, Habibullo I. (fevereiro de 2012). «Bicentennial Decrease of the Total Solar Irradiance Leads to Unbalanced Thermal Budget of the Earth and the Little Ice Age». Applied Physics Research. 4 (1). ISSN 1916-9639. doi:10.5539/apr.v4n1p187